# Thlaspi lilacinum
Thlaspi lilacinum är en korsblommig växtart som beskrevs av Pierre Edmond Boissier och Alfred Huet du Pavillon. Thlaspi lilacinum ingår i släktet skärvfrön, och familjen korsblommiga växter. Inga underarter finns listade i Catalogue of Life.